# Вудсток (фильм)
«Вудсток», подзаголовок «3 дня мира и музыки» (англ. Woodstock. 3 Days of Peace & Music) — документальный фильм. Получил премию «Оскар» в 1971 году как лучший документальный фильм, также получил две номинации за лучший звук и лучший монтаж.
Режиссёром фильма выступил Майкл Уодли (англ. Michael Wadleigh), среди команды монтажеров был известный режиссёр Мартин Скорсезе. Права на фильм были выкуплены за 600 тысяч долларов компанией Warner Brothers. Прибыль от проката фильма только в США составила более 50 миллионов долларов. За три дня съемок было отснято около 120 миль киноплёнки, из которых был смонтирован официальный 184-минутный фильм. Существует режиссёрская 225-минутная версия фильма («The Official Director’s Cut»).

## Сюжет
Фильм повествует о знаменитом фестивале в Вудстоке в 1969 году. В этой работе не просто запечатлены выступления популярных исполнителей своего времени, но и создан уникальный портрет поколения шестидесятых годов в Америке.

## Артисты по порядку выступления
| Порядок | Группа / Певец                 | Название песни                               |
| 1.*     | Кросби, Стилз, Нэш и Янг       | Long Time Gone                               |
| 2.*     | Canned Heat                    | Going Up the Country                         |
| 3.*     | Кросби, Стилз, Нэш и Янг       | Wooden Ships                                 |
| 4.      | Richie Havens                  | Handsome Johnny                              |
| 5.      | Richie Havens                  | Freedom                                      |
| 6.**    | Canned Heat                    | A Change Is Gonna Come                       |
| 7.      | Джоан Баез                     | Joe Hill                                     |
| 8.      | Джоан Баез                     | Swing Low Sweet Chariot                      |
| 9.      | The Who                        | We’re Not Gonna Take It/See Me Feel Me       |
| 10.     | The Who                        | Summertime Blues                             |
| 11.     | Sha Na Na                      | At the Hop                                   |
| 12.     | Джо Кокер и The Grease Band    | With a Little Help From My Friends           |
| 13.     |                                | Crowd Rain Chant                             |
| 14.     | Country Joe and the Fish       | Rock and Soul Music                          |
| 15.     | Arlo Guthrie                   | Coming Into Los Angeles                      |
| 16.     | Кросби, Стилз, Нэш и Янг       | Suite: Judy Blue Eyes                        |
| 17.     | Ten Years After                | I’m Going Home                               |
| 18.**   | Jefferson Airplane             | Saturday Afternoon/ Won’t You Try            |
| 19.**   | Jefferson Airplane             | Uncle Sam’s Blues                            |
| 20.     | Джон Себастьян                 | Younger Generation                           |
| 21.     | Country Joe McDonald           | FISH Cheer/Feel-Like-I’m-Fixing-to-Die-Rag   |
| 22.     | Сантана                        | Soul Sacrifice                               |
| 23.     | Sly and the Family Stone       | Dance To The Music/I Want To Take You Higher |
| 24.**   | Дженис Джоплин                 | Work Me, Lord                                |
| 25.**   | Джими Хендрикс                 | Voodoo Child                                 |
| 26.     | Джими Хендрикс                 | The Star-Spangled Banner                     |
| 27.     | Джими Хендрикс                 | Purple Haze & Instrumental Solo              |
| 28.*    | Crosby, Stills, Nash and Young | Woodstock                                    |

* Открывающие и закрывающий титры

** Нет в оригинальной версии, только в режиссёрской

## Интересные факты
- Выступления многих исполнителей не попали в фильм. К примеру, не включено выступление под дождём Рави Шанкара, нет, Incredible String Band, , Джонни Винтера, Creedence Clearwater Revival, The Grateful Dead и других. Два последних коллектива при этом включены в расширенную версию, вышедшую на DVD и Blu-Ray в 2009 году[1].
- В американском прокате фильму была присвоена категория R, так как в фильме показаны наркотики, обнажённые люди и присутствует ненормативная лексика, хотя сам фестиваль был всевозрастным.

## Цензура
Поскольку в фильме демонстрировались обнаженные тела, использование наркотиков и употреблялась ненормативная лексика, Американская ассоциация художественных фильмов (ААХФ) отнесла «Вудсток» к категории «X» (допускаются взрослые старше 18 лет). Когда в городе Кеноши, штат Висконсин, двое взрослых привели в кинотеатр своих детей и их друзей, которым ещё не было 18, на показ фильма «Вудсток» их не допустили. Законодательство города особо запрещало просмотр несовершеннолетними фильмов, которым ААХФ присвоила класс «X» или «R». Взрослые от своего лица подали иск в федеральный окружной суд с требованием ограничить действие закона, поскольку он нарушает право детей на свободу творчества. Суд выдал судебный запрет и постановил, что «этот закон может расцениваться как неконституционный предварительный запрет на творчество, поскольку не соответствует требованию, согласно которому городские власти обязаны обратиться непосредственно в суд и доказать, что фильм не должны смотреть несовершеннолетние».— Дон Б. Соува

## Отзывы
Под рёв гитар и грохот барабанов на глазах зрителей возникало политически осознанное и критически настроенное сообщество молодых людей. Тех, что устали от Вьетнама и уклада старого мира. Тех, что, повторяя за Диланом, чувствовали, что времена меняются. Фильм на долгие годы сформулировал главную идейную ценность фестиваля как опыта — приезжай, чтобы переродиться и найти ответы на главные вопросы.
 — Александр Морсин, «ТАСС»
«Вудсток» получил всеобщее признание критиков в 1970 году. Он также стал хитом проката. В выпуске Variety от 20 мая 1970 года сообщалось, что на третьей неделе проката в Чикаго и Сан-Франциско он пользовался огромным успехом. В каждом из данных мегаполисов фильм показывали только в одном кинотеатре в течение недели, но на него пришли тысячи зрителей. В итоге, получив более широкий прокат, он собрал 50 миллионов долларов в США. Бюджет фильма при этом составлял всего 600 000, что сделало его не только пятым по кассовым сборам фильмом 1970 года, но и одним из самых прибыльных. В своей оригинальной рецензии 1970 года Роджер Эберт поставил фильму 4 звезды (из 4) и назвал его «возможно, лучшим документальным фильмом, когда-либо снятым в Америке», добавив: «Самое замечательное в фильме Уодли то, что ему полностью удаётся заставить нас почувствовать, каково это было — оказаться там». Позднее он написал ретроспективную рецензию, в которой говорится: «„Вудсток“ в конечном итоге — отличный фильм… Теперь, когда этот период описывается как далёкое прошлое, как „1920-е“ или „1930-е“, так трогательно видеть в этом фильме расцвет того времени, его молодость и надежду».